# Gli angeli del potere
Gli angeli del potere è un film per la televisione italiano del 1988, diretto da Giorgio Albertazzi.
Narra la vicenda di una grande attrice teatrale di Praga spinta al suicidio dagli "angeli", incarnazione del potere, a causa della sua partecipazione alla Primavera di Praga. Il film è tratto dal dramma di Pavel Kohout Maria in lotta con gli angeli.